# 沟口站
沟口站是位于内蒙古自治区呼伦贝尔市牙克石市沟口村的一个铁路车站，邮政编码22182。车站建于1901年，有滨洲铁路和博林铁路经过该站，现办理客运货运业务，车站及其上下行区间均未电气化。车站距离哈尔滨站527公里，隶属哈尔滨铁路局海拉尔车务段，是四等站。